# 풍천 최씨
풍천 최씨(豊川崔氏)는 황해남도 과일군을 본관으로 하는 한국의 성씨이다. 시조 최언영(崔彦英)은 조선에서 무과에 급제해 군기주부(軍器主簿)를 지냈으며, 충사(忠祠)에 제향되었다.

## 참고 자료
- “풍천최씨(豊川崔氏)”. 뿌리를 찾아서.[깨진 링크(과거 내용 찾기)]